# Cheilodipterus intermedius
Cheilodipterus intermedius es una especie de pez del género Cheilodipterus, familia Apogonidae. Fue descrita científicamente por Gon en 1993.
Se distribuye por el Pacífico Occidental: Japón al sur de Australia al este de las Islas Salomón. La longitud estándar (SL) es de 20 centímetros. Habita en arrecifes sobre fondos de arena o lodo. Puede alcanzar los 20 metros de profundidad.
Está clasificada como una especie marina inofensiva para el ser humano.